# Anemia salvadorensis
Anemia salvadorensis är en ormbunkeart som beskrevs av John T. Mickel och Seiler. Anemia salvadorensis ingår i släktet Anemia och familjen Anemiaceae. Inga underarter finns listade.